# ASPO
ASPO (the Association for the Study of Peak Oil and Gas) er et netværk af forskere, der arbejder på at finde ud af, hvornår produktionen af olie og naturgas topper for derefter at falde.
ASPO blev dannet af Colin Campbell i år 2000. Det er en af de væsentligste organisationer, der støtter teorien om Hubberts peak, som forudsiger hvor meget olie, der vil være tilgængeligt i fremtiden. 
Geologer fra Danmark, Finland, Frankrig, Irland, Italien, Holland, Norge, Portugal, Schweiz, Spanien, Sverige, Storbritannien, Tyskland og Østrig er repræsenteret i ASPO.

## Ekstern/links
- (ASPO-5) July 18-19 2006 The Fifth International Conference of the Association for the Study of Peak Oil and Gas (engelsk) Arkiveret 19. februar 2006 hos  Wayback Machine
- ASPOs officielle webside Arkiveret 27. oktober 2004 hos  Wayback Machine
- ASPO Sverige Arkiveret 12. august 2010 hos  Wayback Machine

| Geologi | Spire Denne artikel om geologi er en spire som bør udbygges. Du er velkommen til at hjælpe Wikipedia ved at udvide den. |